# Согорів Горішній
Согорів Горішній (пол. Srogów Górny) — лемківське село в Польщі, у гміні Сянік Сяноцького повіту Підкарпатського воєводства.
Населення — 542 особи (2011).

## Історія
У 1361 р. село стало власністю Балів.
Село знаходилось у воєводствах Руському (з 1336 до 1772), Львівському (1919-1939). Розташоване на українській етнічній території Лемківщини.
У 1890 році село нараховувало 131 будинок і 699 мешканців (467 греко-католиків, 109 римокатоликів і 23 юдеї).
На 1 січня 1939-го в селі з 630 жителів було 460 українців і 170 поляків. Село належало до Сяніцького повіту Львівського воєводства.
До 1945 р. українці села належали до парафії Юрівці Сяніцького деканату УГКЦ. В 1936 р. в селі були 468 греко-католиків.
У 1975-1998 роках село належало до Кросненського воєводства.

## Демографія
Демографічна структура станом на 31 березня 2011 року:
|          | Загалом | Допрацездатний вік | Працездатний вік | Постпрацездатний вік |
| -------- | ------- | ------------------ | ---------------- | -------------------- |
| Чоловіки | 265     | 52                 | 183              | 30                   |
| Жінки    | 277     | 65                 | 141              | 71                   |
| Разом    | 542     | 117                | 324              | 101                  |